# Leon Goretzka
Leon Goretzka (Bochum, 1995. február 6. –) német válogatott labdarúgó, aki 2018-tól a német első osztályban szereplő Bayern München játékosa.

## Pályafutása

### Fiatal évei
Goretzka 1999-ben került a Werner SV 06 Bochum csapatába, ahonnan 2001-ben távozott a VfL Bochum akadémiájára. A 2010–2011-es szezonban az U17-es csapatban 23 bajnokin lépett pályára és 11 gólt szerzett, valamint 3 gólpasszt is kiosztott. A következő szezonban az U17-es csapatban 7 mérkőzésen 6 gólt szerzett, majd felkerült az U19-be. 15 mérkőzésen szerzett 11 gólt és 2 gólpasszt is jegyzett. Ezek után felkerült a felnőtt csapatba.

### Vfl Bochum
2012 júliusában csatlakozott a VfL Bochum felnőtt keretéhez. Augusztus 4-én debütált a Bundesliga 2-ben a Dynamo Dresden ellen, ahol rögtön gólt szerzett, amivel 1–1-re hozta fel a mérkőzést, és végül 2–1-re nyertek.

### Schalke 04
2013 júliusában a német első osztályban szereplő Schalke együttese szerződtette le.

## Válogatott
Az U16-os válogatottban 2010. október 15-én debütált az északír U16-os válogatott ellen, ahol a 44. percben gólt szerzett.
A 2012-es U17-es labdarúgó-Európa-bajnokságon ezüst érmes lett, mivel tizenegyesekben kikaptak a holland U17-es válogatott ellen a döntőben.

## Statisztika

### Klubokban
2020. október 4-én lett frissítve.
| Klub           | Szezon         | Liga              | Liga            | Liga  | Kupa            | Kupa  | Európai         | Európai | Egyéb           | Egyéb | Összesen        | Összesen |
| Klub           | Szezon         | Bajnokság         | Pályára lépések | Gólok | Pályára lépések | Gólok | Pályára lépések | Gólok   | Pályára lépések | Gólok | Pályára lépések | Gólok    |
| -------------- | -------------- | ----------------- | --------------- | ----- | --------------- | ----- | --------------- | ------- | --------------- | ----- | --------------- | -------- |
| Bochum         | 2012–13        | 2. Bundesliga     | 32              | 4     | 4               | 0     | —               | —       | —               | —     | 36              | 4        |
| Schalke        | 2013–14        | Bundesliga        | 25              | 4     | 2               | 1     | 5               | 0       | —               | —     | 32              | 5        |
| Schalke        | 2014–15        | Bundesliga        | 10              | 0     | 0               | 0     | 1               | 0       | —               | —     | 11              | 0        |
| Schalke        | 2015–16        | Bundesliga        | 25              | 1     | 2               | 1     | 7               | 0       | —               | —     | 34              | 2        |
| Schalke        | 2016–17        | Bundesliga        | 30              | 5     | 2               | 0     | 9               | 3       | —               | —     | 41              | 8        |
| Schalke        | 2017–18        | Bundesliga        | 26              | 4     | 3               | 0     | —               | —       | —               | —     | 29              | 4        |
| Schalke        | Összesen       | Összesen          | 116             | 14    | 9               | 2     | 22              | 3       | —               | —     | 147             | 19       |
| Schalke II     | 2014–15        | Regionalliga West | 1               | 0     | —               | —     | —               | —       | —               | —     | 1               | 0        |
| Bayern München | 2018–19        | Bundesliga        | 30              | 8     | 5               | 1     | 6               | 0       | 1               | 0     | 42              | 9        |
| Bayern München | 2019–20        | Bundesliga        | 24              | 6     | 5               | 1     | 8               | 1       | 1               | 0     | 38              | 8        |
| Bayern München | 2020–21        | Bundesliga        | 3               | 1     | 0               | 0     | 0               | 0       | 1               | 1     | 4               | 2        |
| Bayern München | Összesen       | Összesen          | 57              | 15    | 10              | 2     | 14              | 1       | 3               | 1     | 84              | 19       |
| Teljes karrier | Teljes karrier | Teljes karrier    | 206             | 33    | 23              | 4     | 36              | 4       | 3               | 1     | 268             | 42       |

### A válogatottban
2020. október 10-én lett frissítve.
| Nemzeti csapat | Év       | Pályára lépések | Gólok |
| -------------- | -------- | --------------- | ----- |
| Németország    | 2014     | 1               | 0     |
| Németország    | 2016     | 2               | 0     |
| Németország    | 2017     | 9               | 6     |
| Németország    | 2018     | 7               | 0     |
| Németország    | 2019     | 6               | 5     |
| Németország    | 2020     | 1               | 1     |
| Összesen       | Összesen | 26              | 12    |

### Góljai a német válogatottban
| #  | Dátum               | Helyszín                                            | Ellenfél         | Gól | Végeredmény | Verseny                                      |
| -- | ------------------- | --------------------------------------------------- | ---------------- | --- | ----------- | -------------------------------------------- |
| 1. | 2017. június 19.    | Fist Olimpiai Stadion, Szocsi, Oroszország          | Ausztrália       | 3–1 | 3–2         | 2017-es konföderációs kupa                   |
| 2. | 2017. június 29.    | Fist Olimpiai Stadion, Szocsi, Oroszország          | Mexikó           | 1–0 | 4–1         | 2017-es konföderációs kupa                   |
| 3. | 2017. június 29.    | Fist Olimpiai Stadion, Szocsi, Oroszország          | Mexikó           | 2–0 | 4–1         | 2017-es konföderációs kupa                   |
| 4. | 2017. szeptember 4. | Mercedes-Benz Arena, Stuttgart, Németország         | Norvégia         | 5–0 | 6–0         | 2018-as világbajnokság-selejtező             |
| 5. | 2017. október 8.    | Fritz Walter Stadion, Kaiserslautern, Németország   | Azerbajdzsán     | 1–0 | 5–1         | 2018-as világbajnokság-selejtező             |
| 6. | 2017. október 8.    | Fritz Walter Stadion, Kaiserslautern, Németország   | Azerbajdzsán     | 4–1 | 5–1         | 2018-as világbajnokság-selejtező             |
| 7  | 2019. március 20.   | Volkswagen Arena, Wolfsburg, Németország            | Szerbia          | 1–1 | 1–1         | Barátságos mérkőzés                          |
| 8  | 2019. június 11.    | Opel Arena, Mainz, Németország                      | Észtország       | 3–0 | 8–0         | 2020-as labdarúgó-Európa-bajnokság selejtező |
| 9  | 2019. november 16.  | Borussia-Park Stadion, Mönchengladbach, Németország | Fehéroroszország | 2–0 | 4–0         | 2020-as labdarúgó-Európa-bajnokság selejtező |
| 10 | 2019. november 19.  | Waldstadion, Frankfurt, Németország                 | Észak-Írország   | 2–1 | 6–1         | 2020-as labdarúgó-Európa-bajnokság selejtező |
| 11 | 2019. november 19.  | Waldstadion, Frankfurt, Németország                 | Észak-Írország   | 5–1 | 6–1         | 2020-as labdarúgó-Európa-bajnokság selejtező |
| 12 | 2020. október 10.   | NSC Olimpiai Stadion, Kijev, Ukrajna                | Ukrajna          | 2–0 | 2–1         | 2020–2021-es UEFA Nemzetek Ligája (A liga)   |

## Sikerei, díjai

### Klub
- Bayern München
  - Német bajnok (2): 2018–19, 2019–20
  - Német kupa (2): 2018–19, 2019–20
  - Német szuperkupa (2): 2018, 2020
  - Bajnokok ligája (1): 2019–20
  - UEFA-szuperkupa (1): 2020

### Válogatott
- Németország U17
  - U17-es labdarúgó-Európa-bajnokság döntős: 2012

- Németország
  - Konföderációs kupa (1): 2017

### Egyéni
- Fritz Walter-medál (U17) – Arany díj (U17): 2012
- Konföderációs kupa – Ezüstcipő: 2017
- Konföderációs kupa – Bronzlabda: 2017
- Bajnokok Ligája, a szezon csapatának tagja: 2019–20

## Külső hivatkozások
- Statisztikája a Transfermarkt.co.uk-n
- Leon Goretzka adatlapja a worldfootball.net oldalon (angolul)
- Leon Goretzka adatlapja a National-Football-Teams.com oldalon (angolul)